# Chudáčci
Chudáčci (v anglickém originále Poor Things) je americký surrealistický sci-fi komediální film z roku 2023 režiséra Jorga Lanthima. Scénář k filmu napsal Tony McNamara a je založený na stejnojmenném románu spisovatele Alasdaira Graye z roku 1992. V hlavních rolích účinkují Emma Stoneová, Mark Ruffalo, Willem Dafoe, Ramy Youssef, Christopher Abbott a Jerrod Carmichael. Film sleduje mladou viktoriánskou ženu, která po vzkříšení neortodoxním vědcem, kterému předcházela její sebevražda, uteče se zhýralým právníkem, aby se vydala na cestu sebeobjevování a sexuálního osvobození.
Film měl světovou premiéru dne 1. září 2023 na Benátském filmovém festivalu, do kin byl ve Spojených státech uveden dne 8. prosince 2023, v Česku pak dne 25. ledna 2024. Film získal pozitivní recenze, přičemž kritici vyzdvihovali výkon Stoneové. Film v kinech celosvětově utržil 108 milionů dolarů.
Organizace National Board of Review a Americký filmový institut zařadily film do žebříčku deseti nejlepších filmů roku 2023. Film získal čtyři Oscary, za nejlepší herečku v hlavní roli pro Stoneovou, nejlepší výpravu, nejlepší masky a nejlepší kostýmy, z celkových 11 nominací. Obdržel také dva Zlaté glóby, za nejlepší film (komedie / muzikál) a nejlepší herečka (komedie / muzikál) pro Stoneovou.

## Děj
Mladá žena Bella Baxter je vědcem Godwinem Baxterem přivedena zpět k životu. Pod Baxterovou ochranou se Bella touží učit. Bella, která chce vidět víc ze světa, uteče s Duncanem Wedderburnem, uhlazeným a zhýralým právníkem, a cestuje napříč kontinenty. Bella, osvobozená od předsudků své doby, požaduje rovnost a osvobození.

## Obsazení
- Emma Stoneová jako Bella Baxter
- Mark Ruffalo jako Duncan Wedderburn
- Willem Dafoe jako dr. Godwin Baxter
- Ramy Youssef jako Max McCandless
- Jerrod Carmichael jako Harry Astley
- Christopher Abbott jako Sir Aubrey de la Pole Blessington
- Margaret Qualley jako Felicity
- Kathryn Hunter jako Swiney
- Suzy Bemba jako Toinette
- Hanna Schygulla jako Martha Von Kurtzroc
- Vicki Pepperdine jako paní Prim
- Wayne Brett jako kněz
- Tom Stourton jako Steward
- Carminho jako Fado Singing Woman
- Jerskin Fendrix jako Lisbon Restaurant Musician